# Navasana

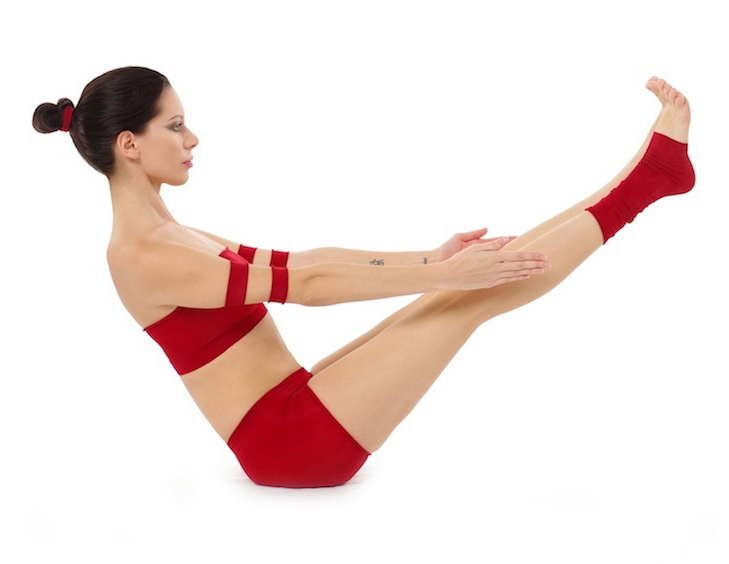
Paripurna Navasana

Navasana ("Postura do barco") é um asana do ioga.

## Etimologia
O nome vem das palavras em sânscrito nava, que significa "barco" e asana (आसन), significa "postura" ou "assento". Na sua tradução literal, "Posição do Barco", o corpo pode ser imaginado para se assemelhar a um barco, totalmente equilibradas nas nádegas.

## Variações
Variações incluem Paripurna Navasana (em sânscrito:  परिपूर्णनावासन; IAST: paripūrṇanāvāsana, Ardha Navāsana (em sânscrito:  अर्धनावासन  e Ekapadanavasana.

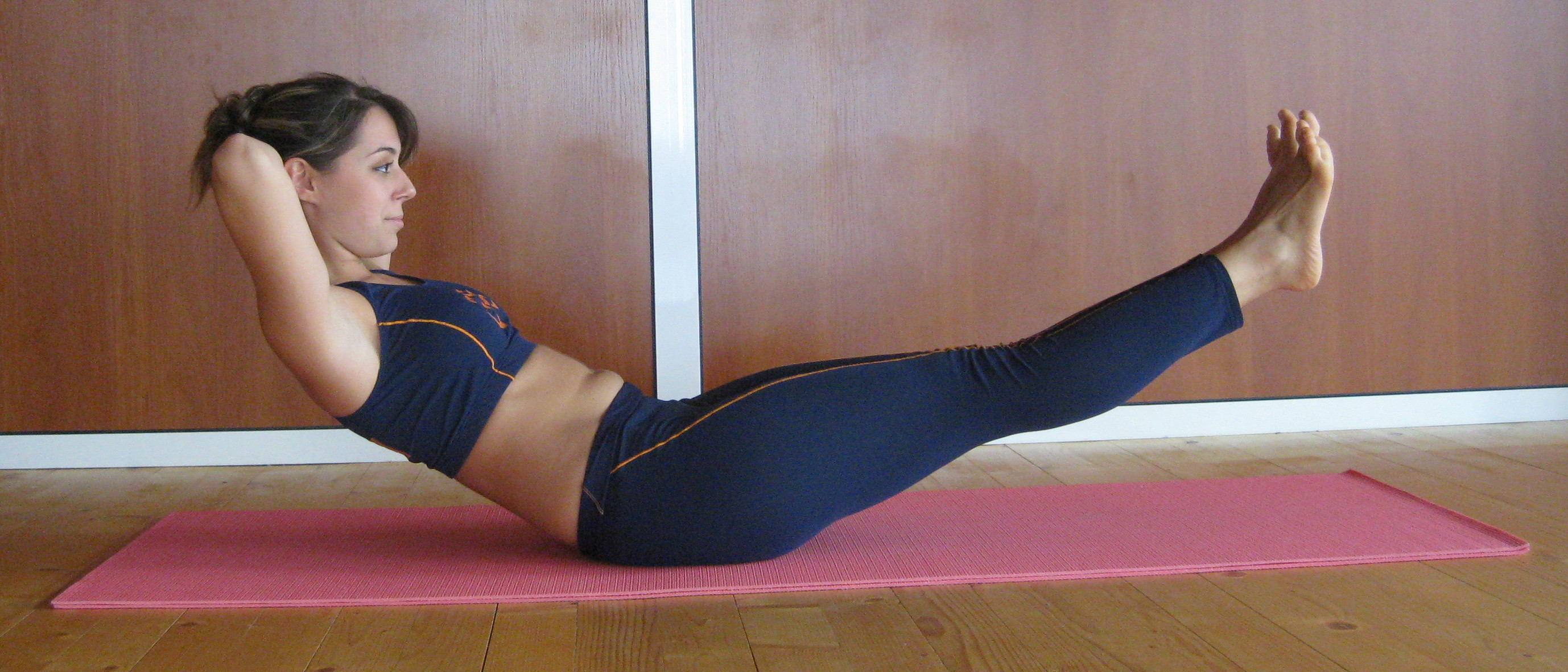
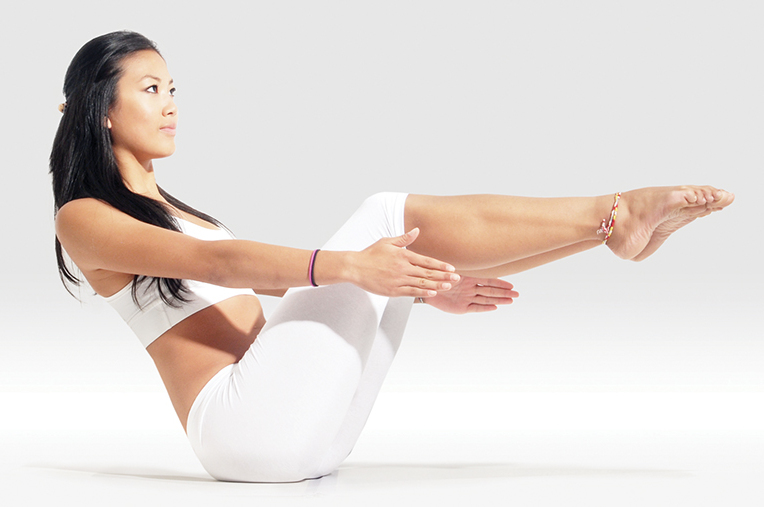